# 明德皇后 (北周)
明德王皇后（?—?），乐浪郡人，北魏黄门侍郎王珍的孙女，伏波将军王罴的女儿，北周太傅王盟的妹妹。
王氏嫁给了宇文肱，先生下了宇文顥、宇文连、宇文洛生，后怀着宇文泰五个月时，夜里梦见抱着儿子升天，纔不至而止。宇文泰奠定北周的國基，宇文泰的儿子宇文觉正式建立北周，追尊王氏为明德皇后。